# Unia Chodzież
Unia Chodzież – polski klub żużlowy z Chodzieży. W latach 1949–1950 brał udział w rozgrywkach ligowych na szczeblu centralnym. W późniejszym czasie przestał funkcjonować.

## Historia
W 1948 roku, kiedy to po raz pierwszy przeprowadzono w Polsce rozgrywki ligowe, Unia występowała w Poznańskiej Lidze Okręgowej (PLO), docierając do finału tych rozgrywek. W sezonie 1949 do rozgrywek II ligi nie przystąpiły zespoły Pogoni Katowice, SSM-u Gdynia i Legii Warszawa. Ich miejsce zajęły: RTKM-Gwardia Rzeszów oraz dwa zespoły z Poznańskiej Ligi Okręgowej – MK-Kolejarz Rawicz II (1. miejsce w finale PLO) i Unia Chodzież (2. miejsce w finale PLO). Klub występował w II lidze dwa sezony (1949–1950).
Przed sezonem 1951 GKKF i Komisja Sportowa PZMot ustaliły, że powstanie liga złożona z 6 drużyn – przedstawicieli Zrzeszeń Sportowych Związków Zawodowych: Unia Leszno, Budowlani Warszawa, Ogniwo Bytom, Górnik Rybnik, Stal Ostrów Wielkopolski i Kolejarz Rawicz. Oprócz nich w lidze występować mieli jeszcze przedstawiciele wojska – CWKS Warszawa, i milicji – Gwardia Bydgoszcz, ponadto tuż przed rozpoczęciem rozgrywek do ligi dołączyły Włókniarz Częstochowa i Spójnia Wrocław.

## Sezony
| Sezon | Rozgrywki ligowe | Rozgrywki ligowe | Rozgrywki ligowe |
| Sezon | Liga             | Liga             | Miejsce          |
| ----- | ---------------- | ---------------- | ---------------- |
| 1949  | II               | II liga          | 5/9              |
| 1950  | II               | II liga          | 7/8              |

| Poziom ligowy | Liczba sezonów | Sezony    |
| ------------- | -------------- | --------- |
| II            | 2              | 1949–1950 |